# 皮奥拉科
皮奥拉科（義大利語：Pioraco），是意大利马切拉塔省的一个市镇。总面积19平方公里，人口1259人，人口密度66.3人/平方公里（2009年）。ISTAT代码为043039。